# Fonni
Fonni is een gemeente in de provincie Nuoro op het Italiaanse eiland Sardinië. Het dorp telt 4367 inwoners wonend op een oppervlakte van 112 km², leidend tot een bevolkingsdichtheid van 39 inwoners/km².
Met een hoogte variërend van 920 tot 1030 meter is het het hoogste dorp van Sardinië.
De omgeving van de plaats is rijk aan nuraghen en menhirs, vooral in de zones Santu Micheli-Urrui en Tramassunele. Het dorp zelf is opgesierd met vele muurschilderingen, hier "murales" genoemd. Het belangrijkste bouwwerk in Fonni is het religieuze complex"Madonna dei Martiri (1610) waarin een kerk en een franciscaner klooster verenigd zijn.

## Externe link

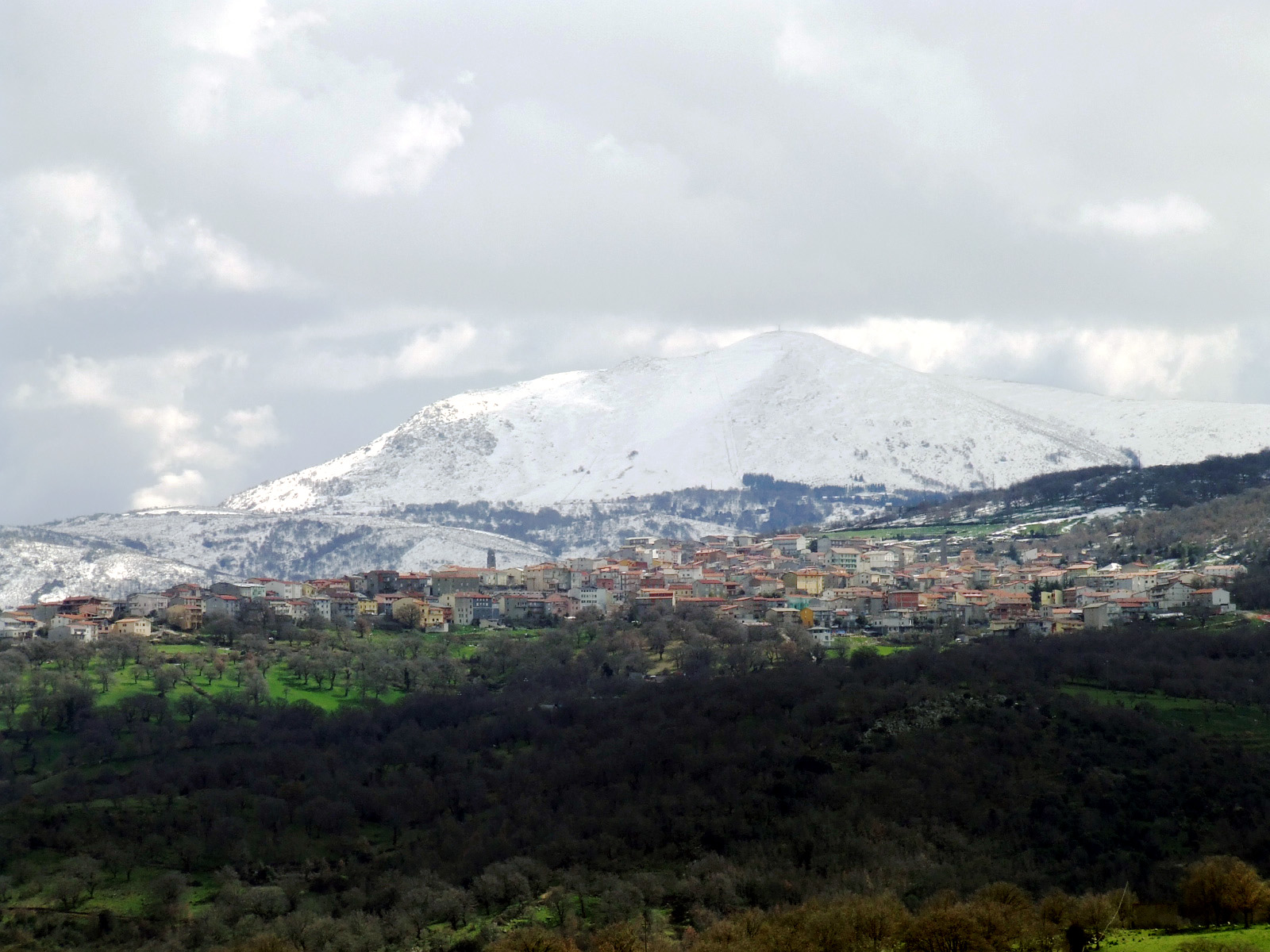
Fonni
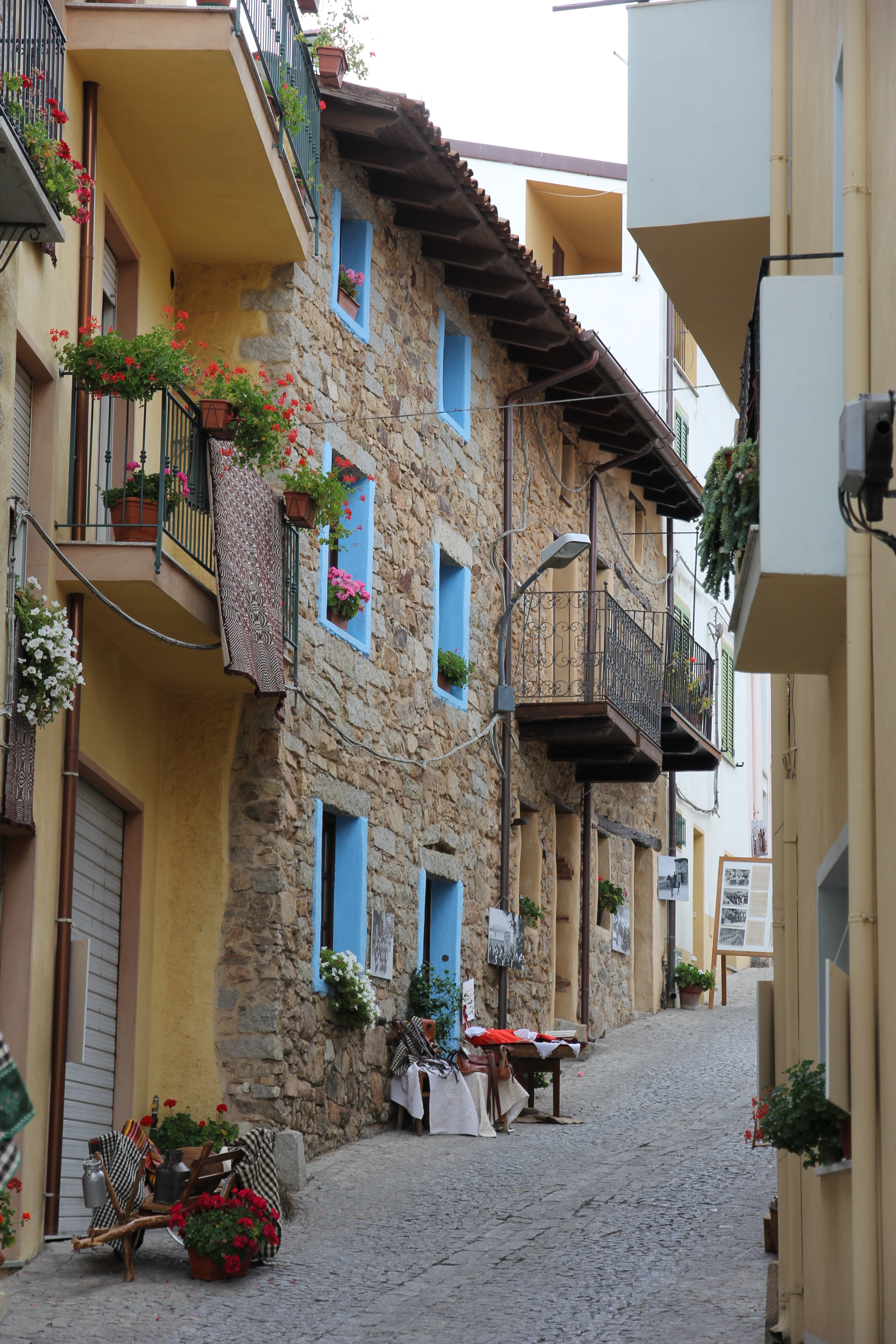
Straat in Fonni